# 1882 na música

## Nascimentos
| Data           | Nome            | Profissão                                                  | Nacionalidade | Observações | Ref |
| -------------- | --------------- | ---------------------------------------------------------- | ------------- | ----------- | --- |
| 17 de Junho    | Ígor Stravinski | compositor                                                 | Rússia        | m. 1971     |     |
| 16 de Dezembro | Zoltán Kodály   | compositor, etnomusicólogo, educador, linguista e filósofo | Hungria       | m. 1967     |     |

## Mortes
| Data       | Nome           | Profissão                        | Nacionalidade | Observações | Ref |
| ---------- | -------------- | -------------------------------- | ------------- | ----------- | --- |
| 1 de Março | Theodor Kullak | pianista, compositor e professor | Alemanha      | n. 1818     |     |